# 공조 2: 인터내셔날
《공조 2: 인터내셔날》은 이석훈 감독의 대한민국의 액션 범죄 코미디 영화이다. 2017년 영화 《공조》의 속편이다. 현빈, 유해진, 임윤아, 다니엘 헤니, 그리고 진선규가 출연한다. 2022년 9월 7일에 개봉되었다. 공조 시리즈의 최종장이다.

## 줄거리
뉴욕에서는 북한 범죄조직의 두목인 장명준이 평양으로 이송될 예정인데, 그곳에서 FBI 간부들이 북한 조직폭력배들의 공격을 받고 명준은 탈출한다. 장명준이 위조여권을 이용해 서울에 잠입한 것으로 알려지자 북한 정부는 림철룡을 잡기 위해 다시 서울로 보낸다. 강진태는 림철룡을 만나 장명준을 추적하기 위해 수사를 재개하기로 결심하지만, 두 사람의 계획은 FBI 간부들을 살해한 혐의로 북한 범죄자들을 미국으로 데려오기를 원하는 FBI 요원 잭에 의해 중단된다. 그들은 이 작전이 한미 3국 협력으로 확대되는 데 동의한다. 이 3인조는 어떻게 장명준을 사로잡을 것인가?

## 캐스팅
(†) 표시는 영화 상에서 사망한 인물이다.

### 주연
- 현빈: 림철령 역 (일본어 더빙: 히노 사토시) - 본작의 주인공. 엘리트 북한 형사.
- 유해진: 강진태 역 (일본어 더빙: 타다노 요헤이) - 본작의 주인공. 짠내 나는 남한 형사.
- 임윤아: 박민영 역 (일본어 더빙: 오리이 아유미) - 본작의 여주인공. 겁 없는 직진 본능.
- 다니엘 헤니: 잭 역 (일본어 더빙: ???) - 본작의 서브 주인공. 뉴페이스 해외파 형사.
- 진선규: 장명준 역(†)[4] (일본어 더빙: ???) - 본작의 메인 빌런이자 진 최종 보스(사실상 공조 시리즈의 최종장이자 마지막 보스). 글로벌 북한 범죄 조직의 리더. 림철령과 싸우는 후에 건물 옥상에 떨어져 사망한다.

### 조연

#### 강진태 일가
- 장영남 : 박소연 역 - 강진태의 아내.
- 박민하: 강연아 역 - 강진태의 딸.

#### 장명준 일당 (궤멸)
- 박훈: 박 상위 역(†) - 본작의 중간 보스. 북한 범죄집단 상위, 장명준의 오른팔. 강진태와 싸우는 중에 물에 빠지자 전등을 던져 감전되어 사망한다.
- 임성재: 김광용 상사 역(†) - 본작의 서브 빌런. 북한 범죄집단 상사, 장명준의 왼팔. 장명준의 명령으로 공장에서 스위치를 누른 후 폭탄이 터져 사망한다.

#### 남한 국가기관
- 광역수사대
  - 이해영: 표강호 반장 역
  - 서동원: 이 형사 역
- 국가정보원
  - 이민지: 선호 역
  - 박형수: 양복쟁이 역

- 사이버수사2팀
  - 이승훈: 안오덕 역
  - 이제연: 종구 역
  - 윤상화: 김철수 역

- 북한 측 인물
  - 전국환: 원형술 역
  - 전배수: 김정택 역(†) - 본작의 진 최종 보스가 될 뻔한 페이크 최종 보스. 장명준에 의해 헤드샷으로 사망했다.
- 기타 등장인물
  - 엄효섭: 윤대협 역
  - 박종환: 마이클 조 사장 역

#### 미국 측 인물
- FBI
  - 존 D. 마이클스: FBI 국장 역

### 그 외 출연진
- 송영근 : 외사팀장 역
- 올레나 시들축 : 낸시 역
- 마이클 얀시 : 카르텔 보스 역
- 김중희 : 보이스 피싱 팀장 역
- 최동구 : 보이스 피싱 팀원 1 역
- 설찬미 : 보이스 피싱 팀원 2 역
- 서동복 : 보이스 피싱 팀원 3 역
- 박진수 : 한강 공원 경찰 1 역
- 김경식 : 한강 공원 경찰 2 / 에필로그 경찰 1 역
- 변경록 : 사이버 수사대 피해자 역
- 우정국: 콧수염 역 - 남한의 조직폭력배 두목.
- 김원해: 세르게이 역 - 본작의 히든 보스. 러시아 출신의 고려인. (특별출연)
- 조달환: 한광성 역 (특별출연)
- 한은수: 병원 간호사 역

## 일본판 성우진
- 히노 사토시: 림철령(현빈)
- 타다노 요헤이: 강진태(유해진)
- 오리이 아유미: 박민영(임윤아)
- ???: 잭(다니엘 헤니)
- ???: 장명준(진선규)

## 흥행
| 9월 7일   | 9월 8일   | 9월 9일   | 9월 10일  | 9월 11일  | 9월 12일  | 9월 13일  | 9월 14일  | 9월 15일  | 9월 16일  |
| --------- | --------- | --------- | --------- | --------- | --------- | --------- | --------- | --------- | --------- |
| 1         | 1         | 1         | 1         | 1         | 1         | 1         | 1         | 1         | 1         |
| 9월 17일  | 9월 18일  | 9월 19일  | 9월 20일  | 9월 21일  | 9월 22일  | 9월 23일  | 9월 24일  | 9월 25일  | 9월 26일  |
| 1         | 1         | 1         | 1         | 2         | 1         | 1         | 1         | 1         | 1         |
| 9월 27일  | 9월 28일  | 9월 29일  | 9월 30일  | 9월 31일  | 10월 1일  | 10월 2일  | 10월 3일  | 10월 4일  | 10월 5일  |
| 1         | 2         | 2         | 1         | 1         | 1         | 1         | 1         | 1         | 1         |
| 10월 6일  | 10월 7일  | 10월 8일  | 10월 9일  | 10월 10일 | 10월 11일 | 10월 12일 | 10월 13일 | 10월 14일 | 10월 15일 |
| 1         | 1         | 1         | 1         | 1         | 1         | 2         | 2         | 1         | 2         |
| 10월 16일 | 10월 17일 | 10월 18일 | 10월 19일 | 10월 20일 | 10월 21일 | 10월 22일 | 10월 23일 | 10월 24일 | 10월 25일 |
|           |           |           |           |           |           |           |           |           |           |

## 수상
- 2022년 제58회 대종상 영화제 여우조연상 (윤아)

## 참고 사항
- 현빈, 유해진, 임윤아, 장영남, 박민하, 전국환, 이해영, 박형수, 박진우는 영화 《공조》 이후로 6개월만에 복귀하는 작품이다.
- 현빈과 진선규는 영화 《꾼》 이후로 6개월만에 재회한다.
- 현빈과 박훈은 드라마 《알함브라 궁전의 추억》 이후로 5개월만에 재회한다.
- 유해진과 진선규는 영화 《승리호》 이후로 2개월만에 재회한다.
- 유해진과 박훈은 영화 《말모이》 이후로 4개월만에 재회한다.
- 진선규와 박훈은 드라마 《육룡이 나르샤》 이후로 8개월만에 재회한다.
- 진선규와 임성재는 드라마 《빈센조》 2개월만에 재회한다.

## 같이 보기
- 공조
- 공조 시리즈